# Wspólnota administracyjna Tiefenbach
Wspólnota administracyjna Tiefenbach – wspólnota administracyjna (niem. Verwaltungsgemeinschaft) w Niemczech, w kraju związkowym Bawaria, w rejencji Górny Palatynat, w regionie Ratyzbona, w powiecie Cham. Siedziba wspólnoty znajduje się w miejscowości Tiefenbach.
Wspólnota administracyjna zrzesza dwie gminy wiejskie (Gemeinde): 
- Tiefenbach, 2 068 mieszkańców, 45,82 km²
- Treffelstein, 1 005 mieszkańców, 20,88 km²